# Cuth Harrison
Thomas Cuthbert »Cuth« Harrison,  britanski dirkač Formule 1, * 6. julij 1906, Ecclesall, Sheffield, Anglija, Združeno kraljestvo, † 21. januar 1981, Ecclesall, Sheffield, Anglija.
Debitiral je na sploh prvi dirki v zgodovini Formule 1 za Veliko nagrado Velike Britanije v sezoni 1950, kjer je z dirkalnikom ERA B Type lastnega privatnega moštva zasedel sedmo mesto z več kot tremi krogi zaostanka za zmagovalcem. Nastopil je še na drugi dirki sezone za Veliki nagradi Monaka, kjer je odstopil v prvem krogu zaradi trčenja, in zadnji dirki sezone za  Veliki nagradi Italije, kjer je odstopil v enainpetdesetem krogu zaradi odpovedi hladilnega sistema. Nastopil je tudi na več neprvenstvenih dirkah in na dirki British Empire Trophy je zasedel drugo mesto, na dirki Ulster Trophy pa tretje. Umrl je leta 1981.

## Popolni rezultati Formule 1
(legenda) (odebeljene dirke pomenijo najboljši štartni položaj, poševne pa najhitrejši krog, †-uvrščen kljub odstopu)
| Leto | Moštvo        | Šasija     | Motor          | 1    | 2       | 3   | 4   | 5   | 6   | 7       | Prv | Toč |
| ---- | ------------- | ---------- | -------------- | ---- | ------- | --- | --- | --- | --- | ------- | --- | --- |
| 1950 | Cuth Harrison | ERA B Type | ERA Straight-6 | VB 7 | MON Ret | 500 | ŠVI | BEL | FRA | ITA Ret | -   | 0   |